# Friedrich Husmann (Heimatdichter)

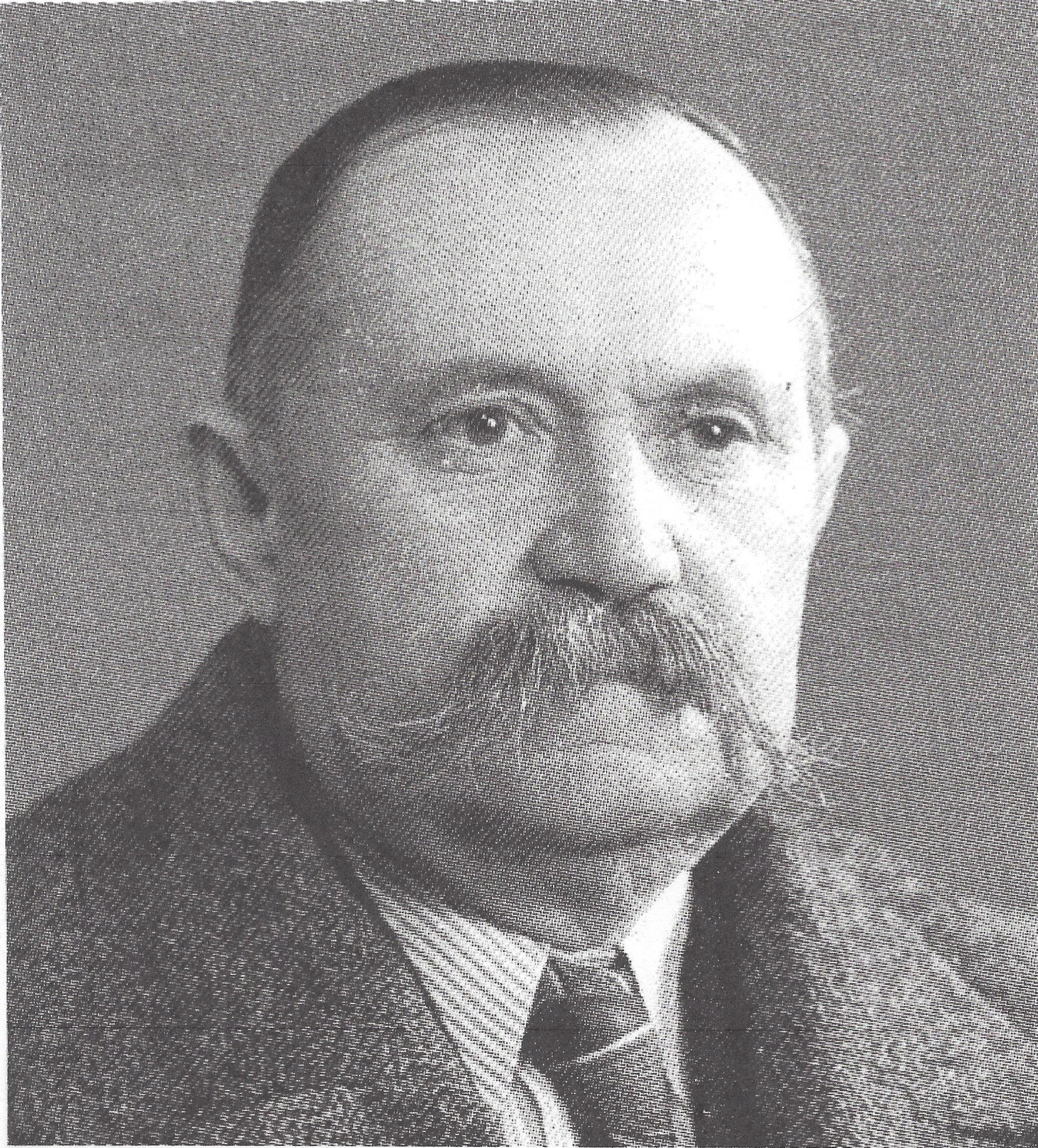
Fritz Husmann

Friedrich Husmann (* 7. Februar 1877 in Siedenburg; † 10. Mai 1950 in Bremerhaven) war ein deutscher Lehrer und Heimatdichter.

## Leben
Als Sohn eines Gerbermeisters in der Landdrostei Hannover aufgewachsen, besuchte Husmann von 1891 bis 1894 die Präparandenanstalt in Diepholz. In der Provinz Hannover kam er für drei Jahre an das Seminar in Bederkesa. 1897 wurde er Lehrer in Laven. Von 1899 bis 1901 unterrichtete er in Cappel-Neufeld. Ab 1902 war er alleiniger Lehrer an der alten Leherheider Schule. Der von ihm betriebene Neubau eines größeren Schulgebäudes wurde 1909 eröffnet. Nachdem er 1915 die Rektorenprüfung bestanden hatte, wurde er 1921 zum Rektor der Leherheider Schule ernannt. In seiner Schule richtete er eine Volksbibliothek ein. Er bekleidete die Ehrenämter Armenpfleger und Waisenrat (1911–1922) sowie Wohlfahrtspfleger (1922–1933).
Den Welfen zugeneigt, war er bis 1933 Mitglied der Deutsch-Hannoverschen Partei. 1945 gehörte er mit Ludwig Alpers zu den Gründern der Niedersächsischen Landespartei. Für sie nahm er von 1947 bis zu seinem Tod ein Mandat als Stadtverordneter in Bremerhaven wahr.
Überregional bekannt machte ihn seine Förderung der Niederdeutschen Sprache. 1905 gründete er den Plattdüütschen Vereen Waterkant, dessen Vorsitzender er viele Jahre war. Aus diesem Verein ging 1920 die Niederdeutsche Bühne „Waterkant“ hervor. Husmann schrieb Kindergedichte und Kinderlieder, plattdeutsche Gedichte und Erzählungen sowie ein Theaterstück. Von 1895 bis 1942 gab er den plattdeutschen Kalender Dör Heide, Moor un Marsch heraus. In der Provinzial-Zeitung bzw. in der Wesermünder Neuesten Nachrichten hatte er eine ständige Kolumne unter dem Titel „Mine Meenung an’n Stammdisch“. Als „Jan Klöhn, Stürmann uter Deensten“ oder „Fritz von de Waterkant“ kommentierte er aktuelle und andere Themen.
Mit 73 Jahren gestorben, wurde er auf dem Bremerhavener Friedhof in Wulsdorf (südlich der Kapelle) beerdigt. Schon seit seinem Todesjahr trägt die Leherheider Schule seinen Namen.

## Werke
- Frühe Blüten. Hoch- und plattdeutsche Gedichte. Lehe 1898.
- Frische Blomen. Plattdütsche Gedichte in Nordhannöwersch Mundort. Dorum 1902.
- Eene hordhannöversche Bur'nhochtiet. Lehe 1903, 1904.
- Een’ glücklichen Mus'fang oder: De Angst för't Hunnlock, Schwank in een Uptogg. Mühlhausen i. Th. 1905.
- Een Kranz för de Görn : Een plattdütschen Rükelbusch för lüttje un grode Kinner, in eenen nordhannöverschen Gorn funn’n un bunn’n. Lehe 1906.
- Inkiek un Utkiek öber’n Binnen- un Butendiek. Geestemünde 1907.
- Hohlt fast : Plattdeutsche Kriegsgedichte in hannöversche Mundort. Lehe 1915.
- Bornwater – Plattdütsche Lüh un plattdütsch Leben, Gedichte. Bremervörde 1923.
- Hans Herr (Hrsg.): Plattdeutscher Liederborn [von Fritz Husmann]. Bremerhaven 1979.

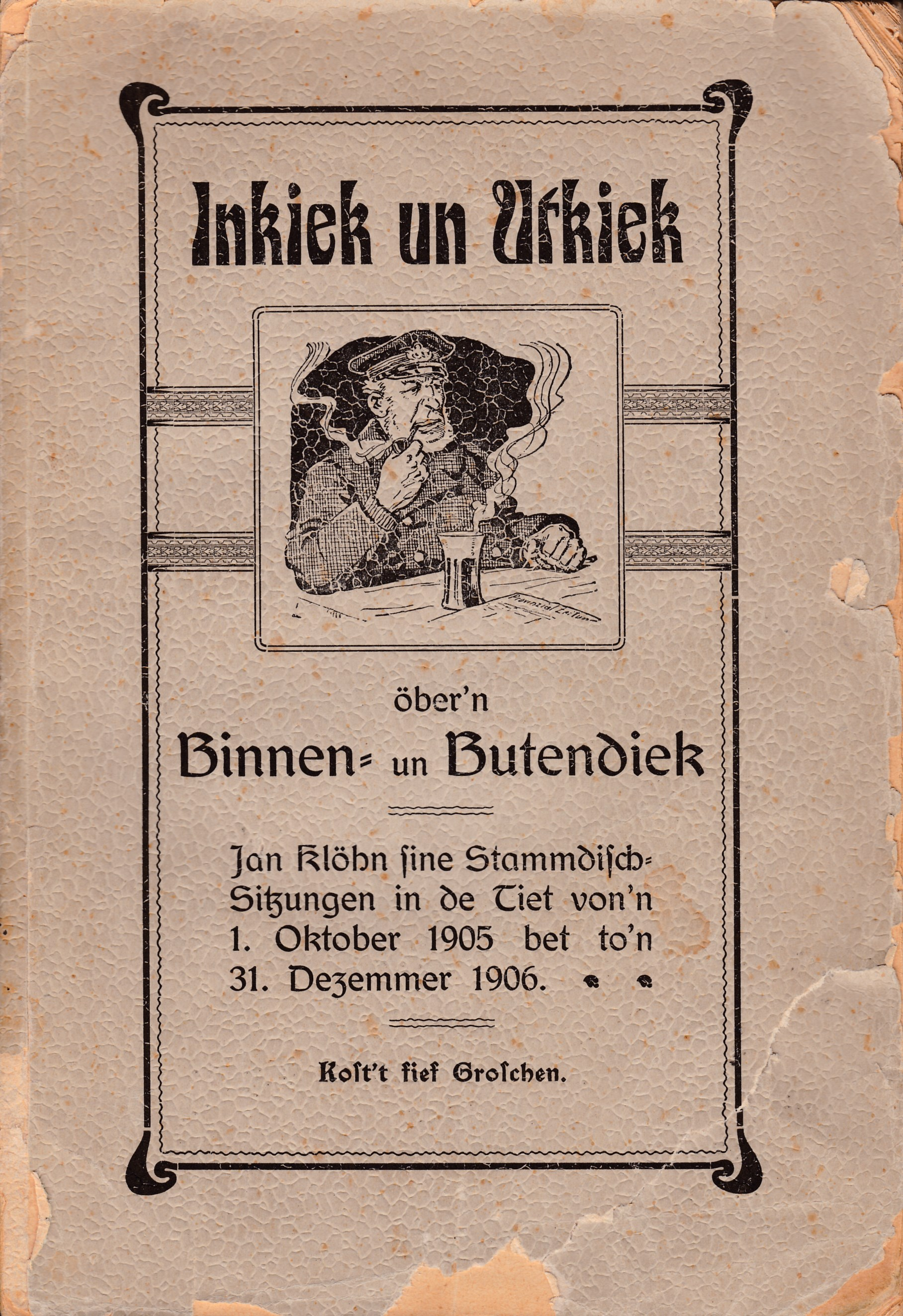
Inkiek un Utkiek
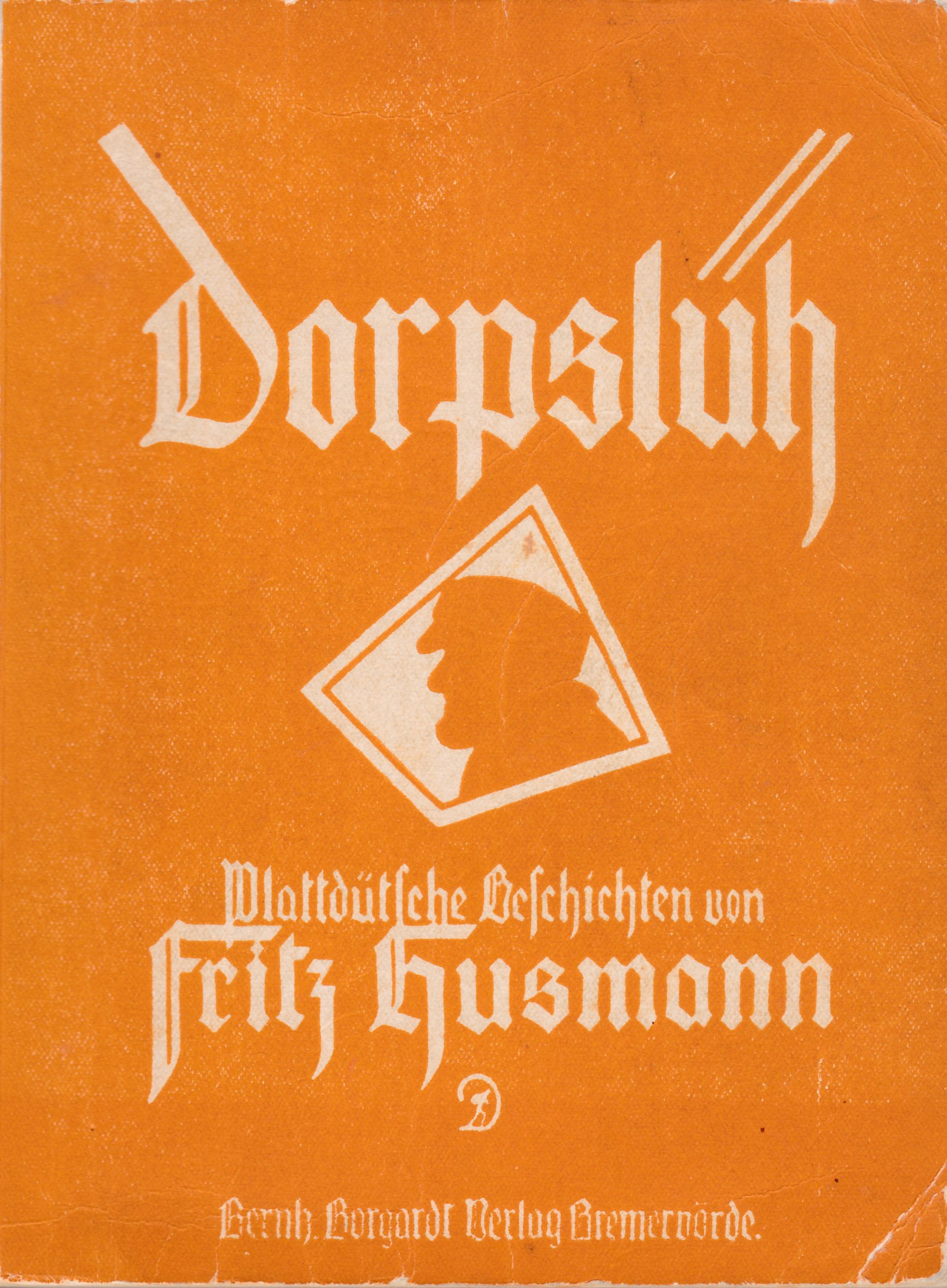
Dörpslüh
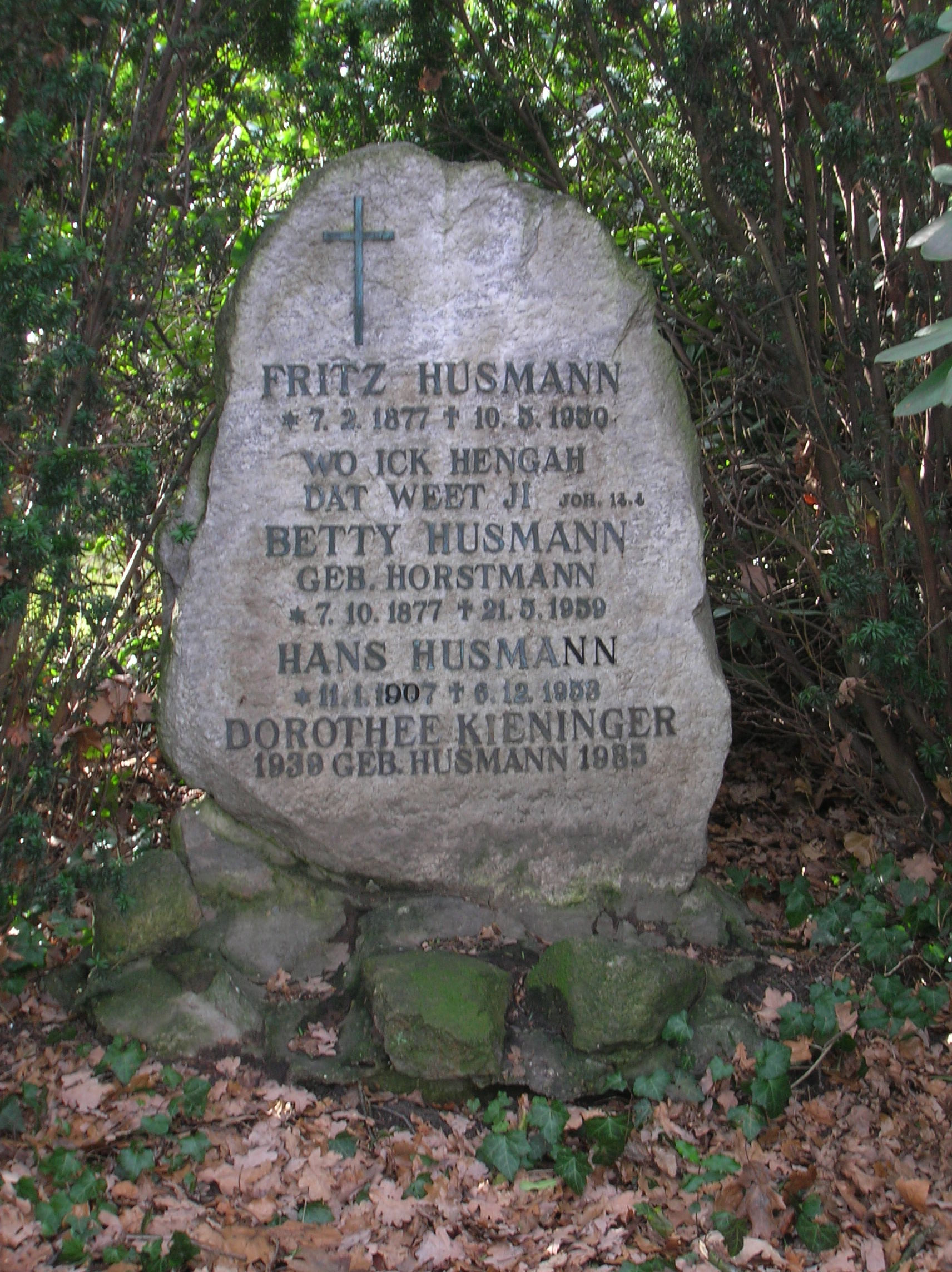
Husmanns Grab